# Angoulême
Angoulême là tỉnh lỵ của tỉnh Charente, thuộc vùng Nouvelle-Aquitaine của nước Pháp, có dân số là 40.200 người (thời điểm 2005).

## Khí hậu
| Dữ liệu khí hậu của Cognac              | Dữ liệu khí hậu của Cognac | Dữ liệu khí hậu của Cognac | Dữ liệu khí hậu của Cognac | Dữ liệu khí hậu của Cognac | Dữ liệu khí hậu của Cognac | Dữ liệu khí hậu của Cognac | Dữ liệu khí hậu của Cognac | Dữ liệu khí hậu của Cognac | Dữ liệu khí hậu của Cognac | Dữ liệu khí hậu của Cognac | Dữ liệu khí hậu của Cognac | Dữ liệu khí hậu của Cognac | Dữ liệu khí hậu của Cognac |
| Tháng                                   | 1                          | 2                          | 3                          | 4                          | 5                          | 6                          | 7                          | 8                          | 9                          | 10                         | 11                         | 12                         | Năm                        |
| --------------------------------------- | -------------------------- | -------------------------- | -------------------------- | -------------------------- | -------------------------- | -------------------------- | -------------------------- | -------------------------- | -------------------------- | -------------------------- | -------------------------- | -------------------------- | -------------------------- |
| Trung bình ngày tối đa °C (°F)          | 9.4 (48.9)                 | 11.0 (51.8)                | 14.4 (57.9)                | 16.9 (62.4)                | 20.8 (69.4)                | 24.3 (75.7)                | 26.8 (80.2)                | 26.7 (80.1)                | 23.5 (74.3)                | 19.0 (66.2)                | 13.0 (55.4)                | 9.8 (49.6)                 | 18.0 (64.4)                |
| Trung bình ngày °C (°F)                 | 6.1 (43.0)                 | 6.9 (44.4)                 | 9.7 (49.5)                 | 11.9 (53.4)                | 15.8 (60.4)                | 19.0 (66.2)                | 21.1 (70.0)                | 20.9 (69.6)                | 17.9 (64.2)                | 14.4 (57.9)                | 9.3 (48.7)                 | 6.6 (43.9)                 | 13.3 (55.9)                |
| Tối thiểu trung bình ngày °C (°F)       | 2.8 (37.0)                 | 2.8 (37.0)                 | 4.9 (40.8)                 | 6.9 (44.4)                 | 10.6 (51.1)                | 13.6 (56.5)                | 15.3 (59.5)                | 15.0 (59.0)                | 12.3 (54.1)                | 9.9 (49.8)                 | 5.6 (42.1)                 | 3.3 (37.9)                 | 8.6 (47.5)                 |
| Lượng Giáng thủy trung bình mm (inches) | 70.5 (2.78)                | 51.4 (2.02)                | 57.2 (2.25)                | 69.6 (2.74)                | 63.8 (2.51)                | 50.6 (1.99)                | 47.4 (1.87)                | 45.3 (1.78)                | 59.3 (2.33)                | 79.5 (3.13)                | 85.1 (3.35)                | 83.1 (3.27)                | 762.8 (30.03)              |
| Số ngày giáng thủy trung bình (≥ 1 mm)  | 11.6                       | 9.2                        | 10.1                       | 11.2                       | 10.5                       | 7.4                        | 6.9                        | 6.5                        | 8.0                        | 11.2                       | 11.5                       | 11.6                       | 115.7                      |
| Số giờ nắng trung bình tháng            | 77.3                       | 111.1                      | 160.2                      | 179.3                      | 211.4                      | 251.4                      | 254.6                      | 239.4                      | 219.3                      | 141.6                      | 91.4                       | 89.6                       | 2.026,6                    |
| Nguồn: 1                                |                            |                            |                            |                            |                            |                            |                            |                            |                            |                            |                            |                            |                            |

## Các thành phố kết nghĩa
- Bury (Vương quốc Liên hiệp Anh và Bắc Ireland)
- Chicoutimi (Canada)
- Guelendjik (Nga)
- Hildesheim (Đức)
- Hoffman Estates (Hoa Kỳ)
- Ségou (Mali)
- Turda (România)
- Vitoria-Gasteiz (Tây Ban Nha)

## Những người con của thành phố
- Mellin de Saint-Gelais (khoảng 1491-1558), nhà thơ của hoàng gia thời Phục Hưng
- Margarete von Angoulême (1492-1549), hoàng hậu của Navarre, nhà ngoại giao và nhà văn
- Jean-Louis Guez de Balzac (1597-1654), nhà văn Pháp thế kỷ 16
- Charles Augustin de Coulomb (1736-1806), nhà vật lý học
- Marc-René de Montalembert (1714-1800), kĩ sư về kĩ thuật vũ khí và xây dựng pháo đài
- Maurice Duverger (sinh 1917), luật gia, nhà chính trị học, tác giả và chính trị gia
- Michel Montignac (sinh 1944), tác giả